# Oxyanthus racemosus
Oxyanthus racemosus är en måreväxtart som först beskrevs av Heinrich Christian Friedrich Schumacher och Peter Thonning, och fick sitt nu gällande namn av Ronald William John Keay. Oxyanthus racemosus ingår i släktet Oxyanthus och familjen måreväxter. Inga underarter finns listade i Catalogue of Life.